# Breux-Jouy
Breux-Jouy is een gemeente in het Franse departement Essonne (regio Île-de-France) en telt 1259 inwoners (1999). De plaats maakt deel uit van het arrondissement Étampes.

## Geografie
De oppervlakte van Breux-Jouy bedraagt 4,7 km², de bevolkingsdichtheid is 267,9 inwoners per km².
De onderstaande kaart toont de ligging van Breux-Jouy met de belangrijkste infrastructuur en aangrenzende gemeenten.

## Demografie
Onderstaande figuur toont het verloop van het inwonertal (bron: INSEE-tellingen).

1. ↑  Populations de référence 2022.